# Achar

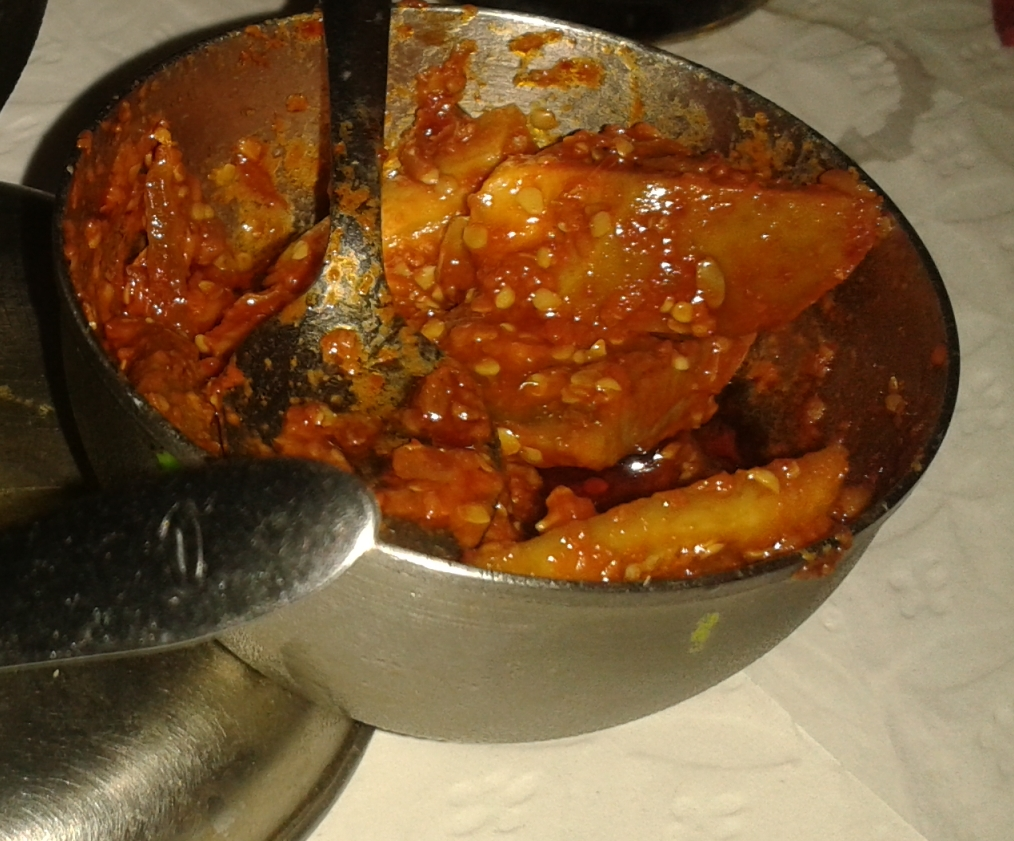
Achar de manga

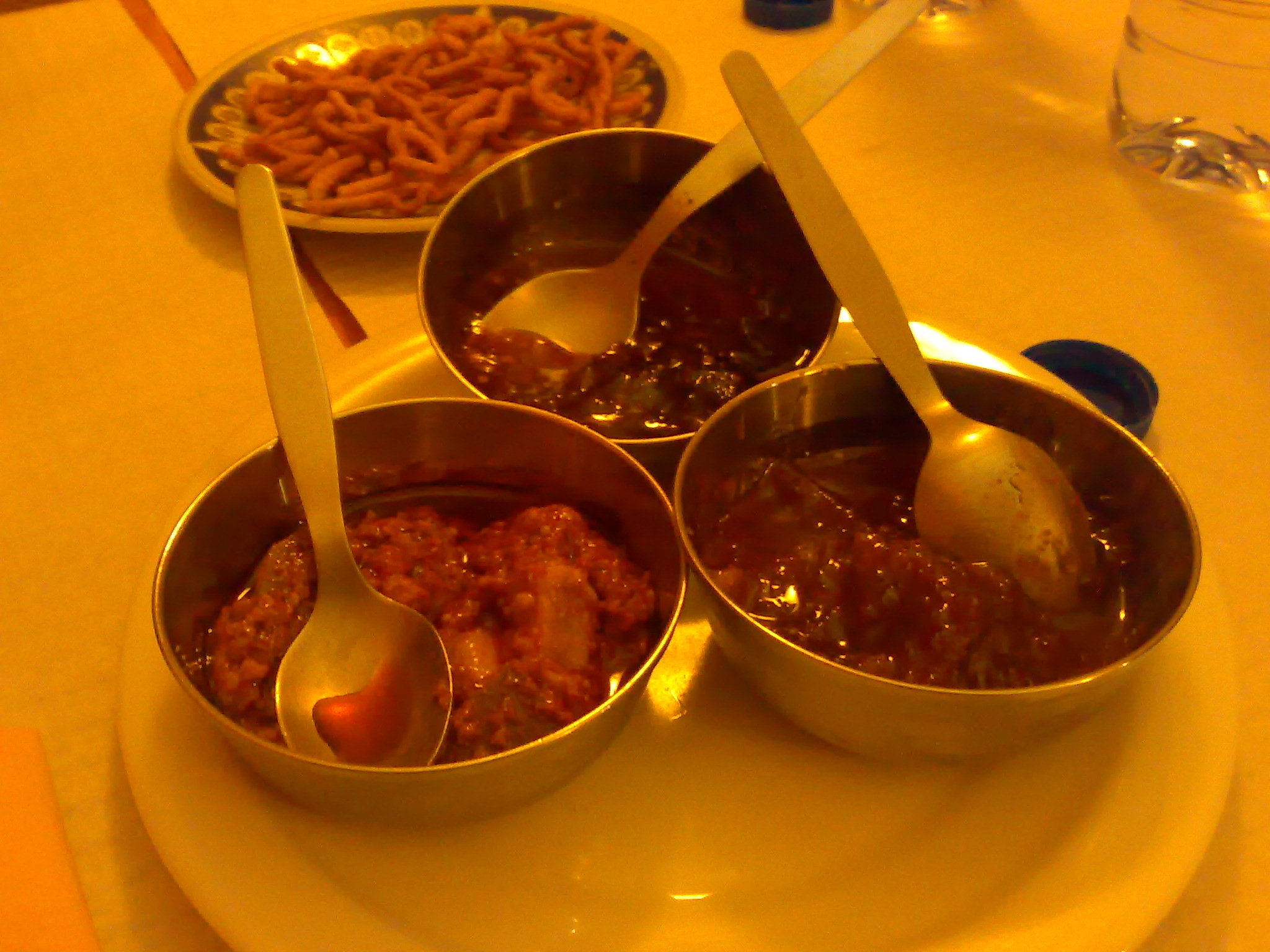
Achar de manga, à esquerda

O achar é uma conserva típica da culinária indo-portuguesa de Goa, Damão e Diu, outrora pertencentes ao Estado Português da Índia. A palavra achar designava no passado os picles.
Os achares podem ser confeccionados à base de limão, beringela, manga, papaia, cebola ou peixe, entre outros vegetais e frutas. O piri-piri é um ingrediente comum à maior parte dos achares, que podem incluir também sal e óleo vegetal.
Podem ser consumidos como tempero complementar de outros pratos goeses, como o balchão, o caril de caranguejo ou o vindalho, tornando-os ainda um pouco mais picantes. Podem também ser consumidos com paparis.